# HD211089
HD211089 — хімічно пекулярна зоря спектрального класу A2, що має видиму зоряну величину в смузі V приблизно  8,7.
Вона  розташована на відстані близько 865,1 світлових років від Сонця.